# Catedral de San Mauricio (Mirepoix)
La catedral [de] San Mauricio de Mirepoix (en francés: cathédrale Saint-Maurice de Mirepoix) es una antigua catedral católica medieval de Francia, que fue la sede de la antigua diócesis de Mirepoix, en el departamento de Ariège, y fue suprimida en 1790, durante la Revolución para ser integrada en la arquidiócesis de Toulouse (y luego en Pamiers).
La catedral fue objeto en 1907 de una clasificación al título de los monumentos históricos.

## Historia de la construcción

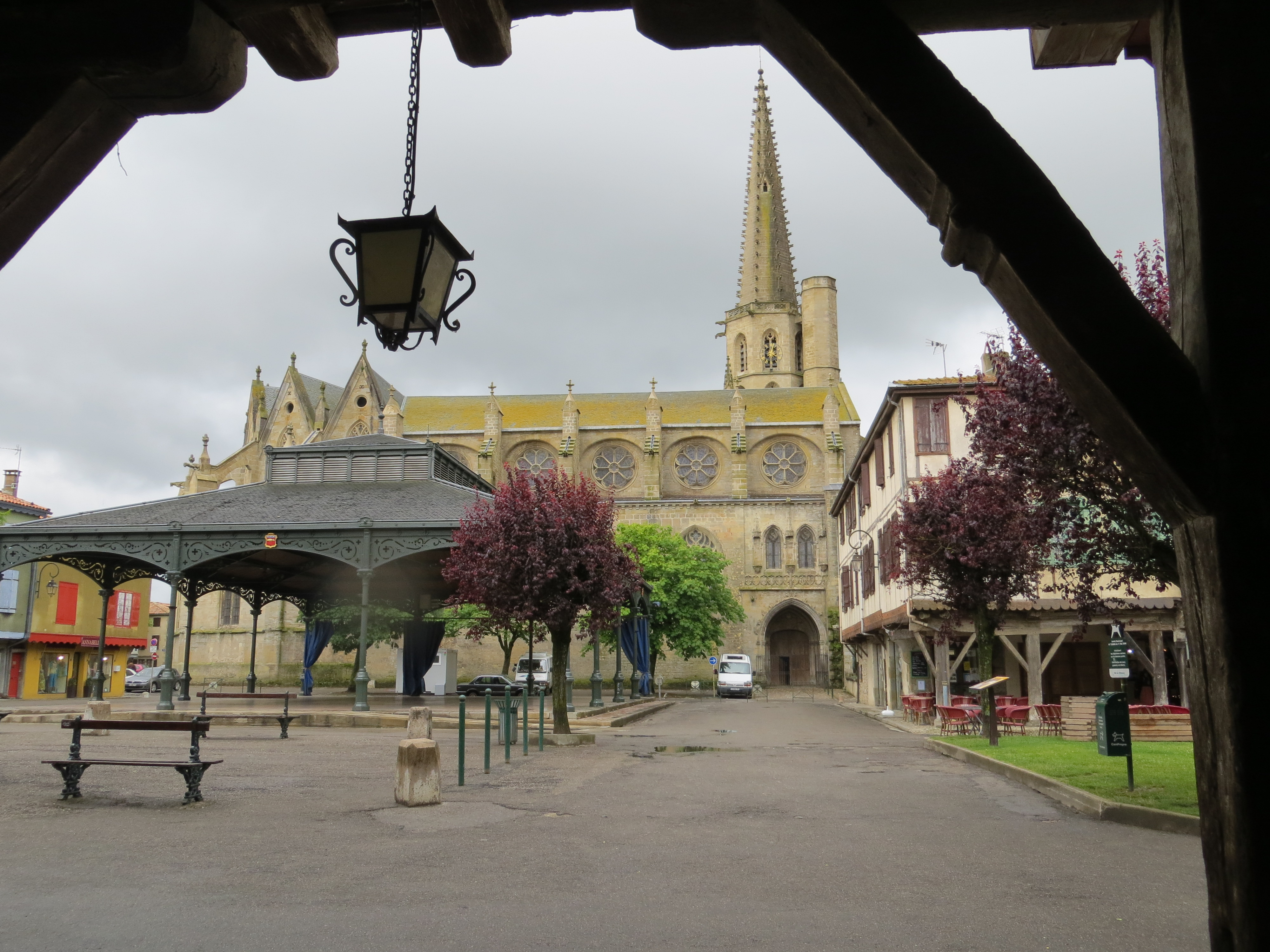
Vista lateral de la catedral de San Mauricio (Mirepoix)

### Fundación
La advocación a San Mauricio proviene de la primera iglesia, construida en la orilla derecha del Hers-Vif. El 22 de septiembre de 1209, el día de San Mauricio, los ejércitos de Simon de Montfort tomaron el pueblo y colocaron la iglesia bajo el patrocinio del santo y de sus compañeros. Pero esta iglesia ya no se conserva, llevada por la inundación del 16 de junio de 1289, que hizo que la ciudad se trasladase a la orilla izquierda.
La catedral que hoy se conoce vio su primera piedra colocada por Jean I de Lévis-Mirepoix el 6 de mayo de 1298 (fecha en que fue puesta la piedra de la dedicación). Su edificación se extendió durante seis siglos, con interrupciones.

### La iglesia se convierte en catedral, las obras comienzan
El 26 de septiembre de 1317, con la bula Salvator noster, el recién elegido papa Juan XXII hizo de Mirepoix la sede de un nuevo obispado; la iglesia se convirtió en una catedral. Pero faltaban fondos para ampliar el edificio.  Los diversos obispos trataron de ocuparse de ello, pero nunca lograron completar las obras (la Guerra de los Cien Años y una epidemia de peste en 1361 influyeron mucho). Jacques Fournier, futuro Benedicto XII, hizo dibujar unos planos para ampliarla a Pierre Poisson (futuro arquitecto del palacio papal de Aviñón) pero fue nombrado cardenal antes de que pudiera realmente llevarlos a cabo.
Hasta el siglo XVI, con el excepcional obispo Philippe de Lévis no se emprenderan obras significativas:  demolió las casas recostadas contra la catedral, despejando así el edificio, lo agrandó y embelleció, y sobre todo, construyó el campanario, cuya flecha bien afilada, de ocho lados, eleva la cruz terminal hasta los 60 metros, convirtiéndola en la más alta del departamento. Dos plantas cuadradas, sostenidas por contrafuertes, están coronadas por dos plantas octogonales, iluminadas por ventanas ojivales con tornavoces. Este campanario, terminado en 1506, alberga 16 campanas, incluyendo un bourdon de dos toneladas (la más pesada del Suroeste).
Fue también de esta época que se data la puerta renacentista, que había sido desmontada desde hacía tiempo y que se reencontró en 1952, y el porche de entrada.

### Un lento abandono
Después de Philippe de Lévis, los obispos ya no vivieron más en el lugar.  Sólo Pierre de Donnaud hizo transformar el interior de la catedral. Mucho del mobiliario desapareció poco a poco, debido a un cierto abandono acentuado por los pillajes de la Revolución y la supresión del obispado de Mirepoix.
Las sillerias , por ejemplo, fueron vendidas.

### La restauración de Eugène Viollet-le-Duc
La antigua catedral fue restaurada en 1858 y 1859 por Prosper Mérimée y Eugène Viollet-le-Duc. Este último encontró un edificio desequilibrado y disimétrico, muy heterogéneo, en un estado lamentable... Hizo construir arbotantes en piedra, y finalmente construyó la bóveda. En 1860, su nave, ampliada en 3,30 m hasta los 21,40 m, convirtiéndola en la nave única más ancha de estilo gótico languedociano.  Esta restauración (de hecho una reconstrucción en gran parte) tuvo y tiene siempre sus detractores.  Viollet le Duc —aplicando sus principios— suprimió, añadió, amplió, reinterpretó... pero permitió que esta catedral, que nunca había sido completada y si modificada en épocas muy diferentes, adquiriera una cierta unidad de estilo.

## Inventario

### La capilla del obispo y su laberinto
La capilla privada del obispo Philippe de Lévis es conocida por su laberinto, último instalado en una catedral de Europa.  La capilla también tiene una embaldosado pintado de gran valor.  El conjunto es frágil y está en un estado muy degradado.  Esta capilla no es accesible al público.

### Claves  de bóveda
Las claves de bóveda de las capillas radiales se atribuyen al maestro de Rieux, escultor muy importante y de gran calidad, del que la mayoría de la obra que se conoce hoy se conserva en el Museo de los Agustinos de Toulouse.

### Órgano

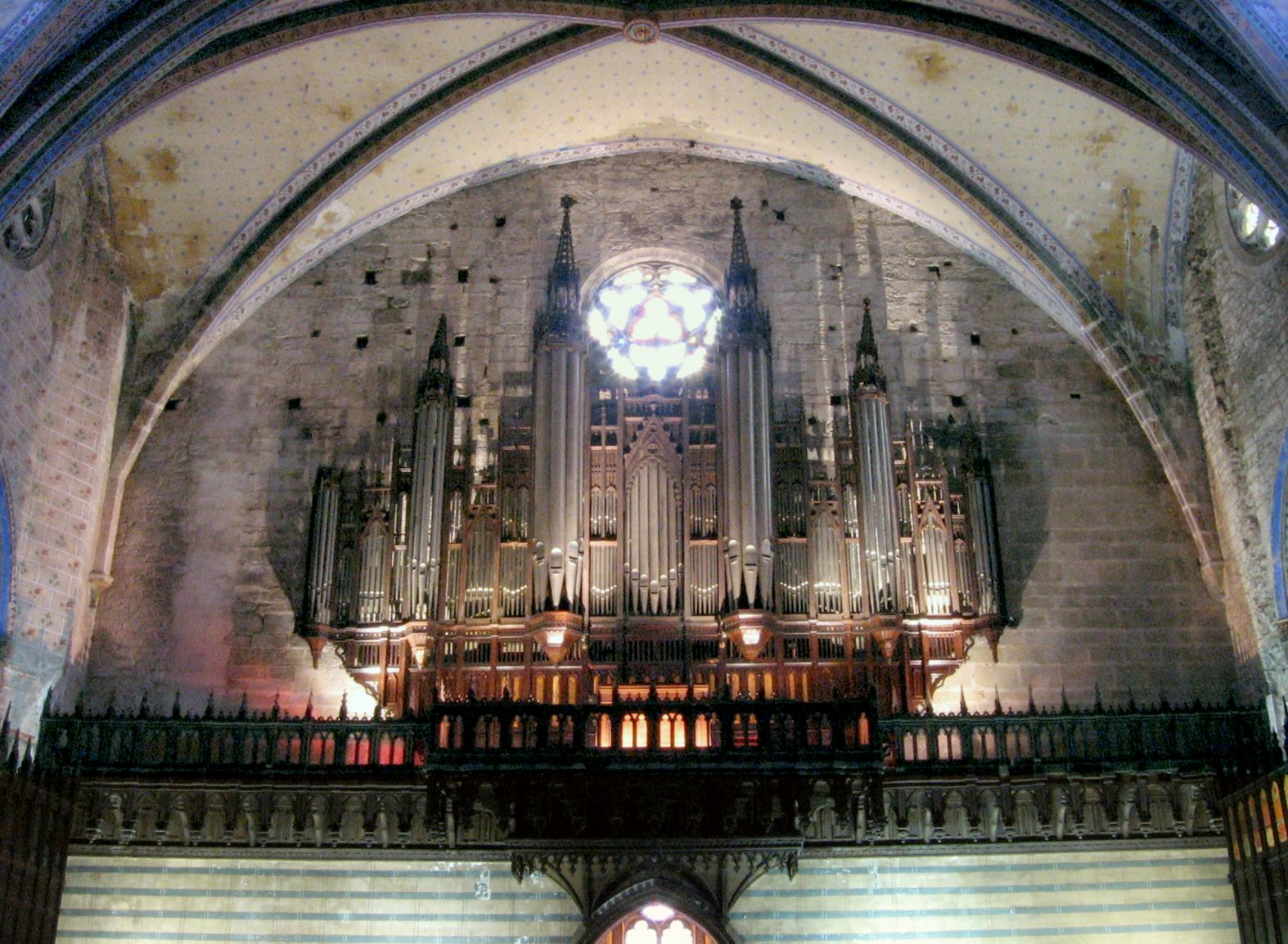
Vista del órgano

El órgano de este edificio tiene 40 juegos y fue construido por la fábrica Link de Giengen en Brenz (Alemania del sur) en 1891. Es el instrumento más importante construido por estos constructores de órganos para Francia. No habiendo sido restaurado nunca, es aún más valioso para entender la factura del órgano alemán de esa época.

### Otro mobiliario notable
Hay muchas estatuas de madera dorada del siglo XVIII, algunas pinturas de los siglos XVII y XVIII, un tabernáculo de mármol, una mesa de altar y un soporte de piedra esculpido del siglo XV .

## Galería de imágenes

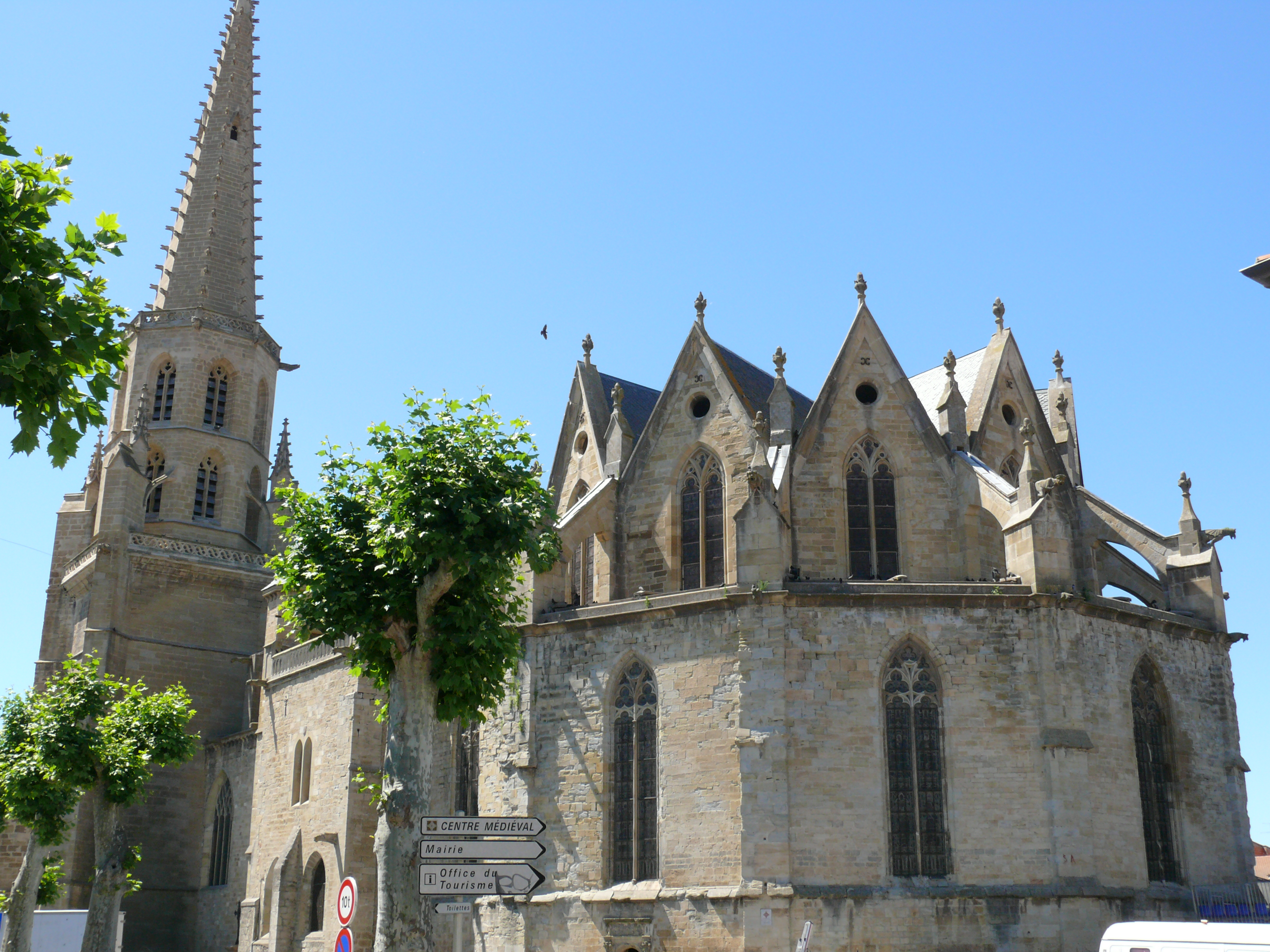
Cabecera
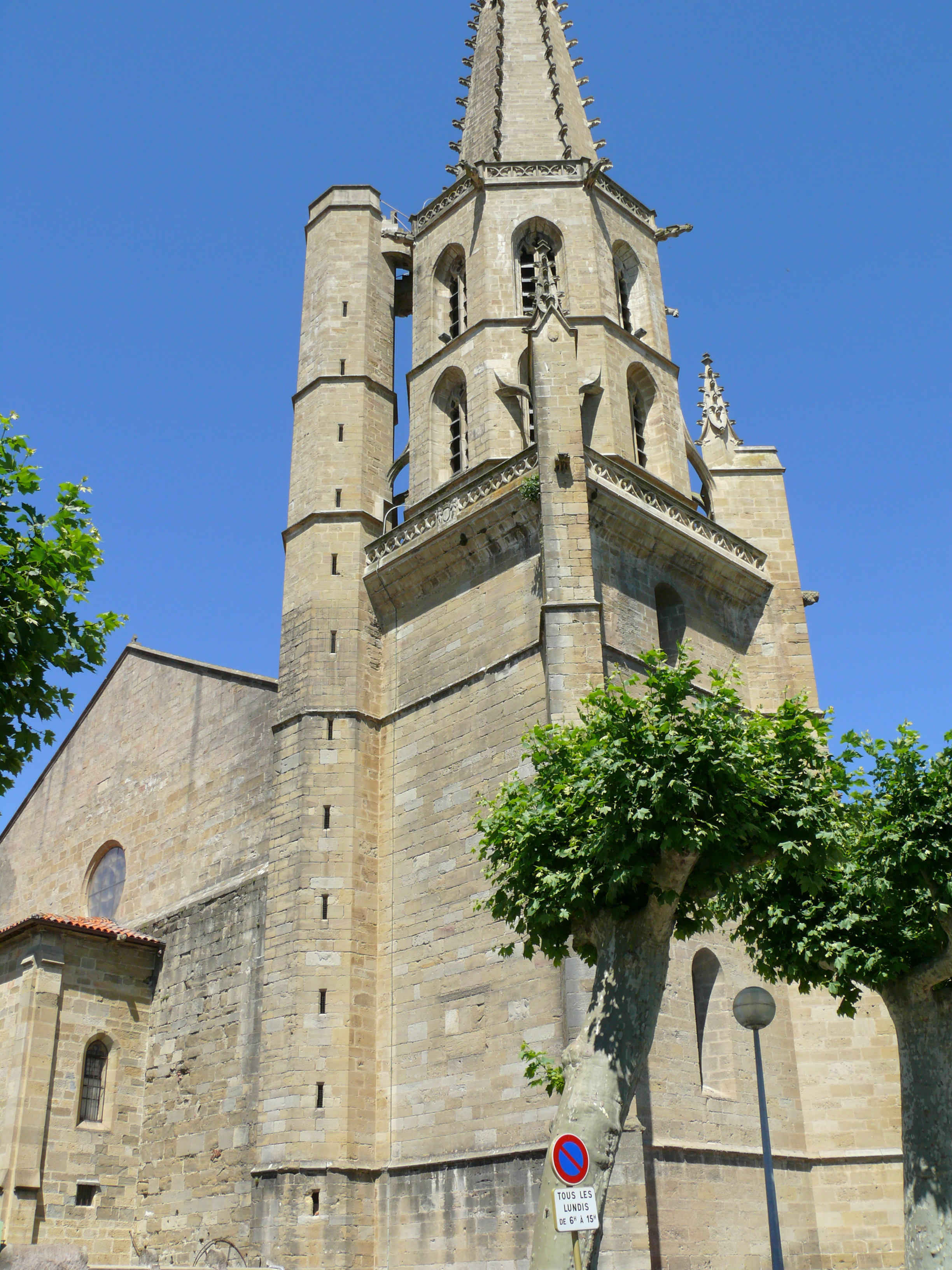
Campanario
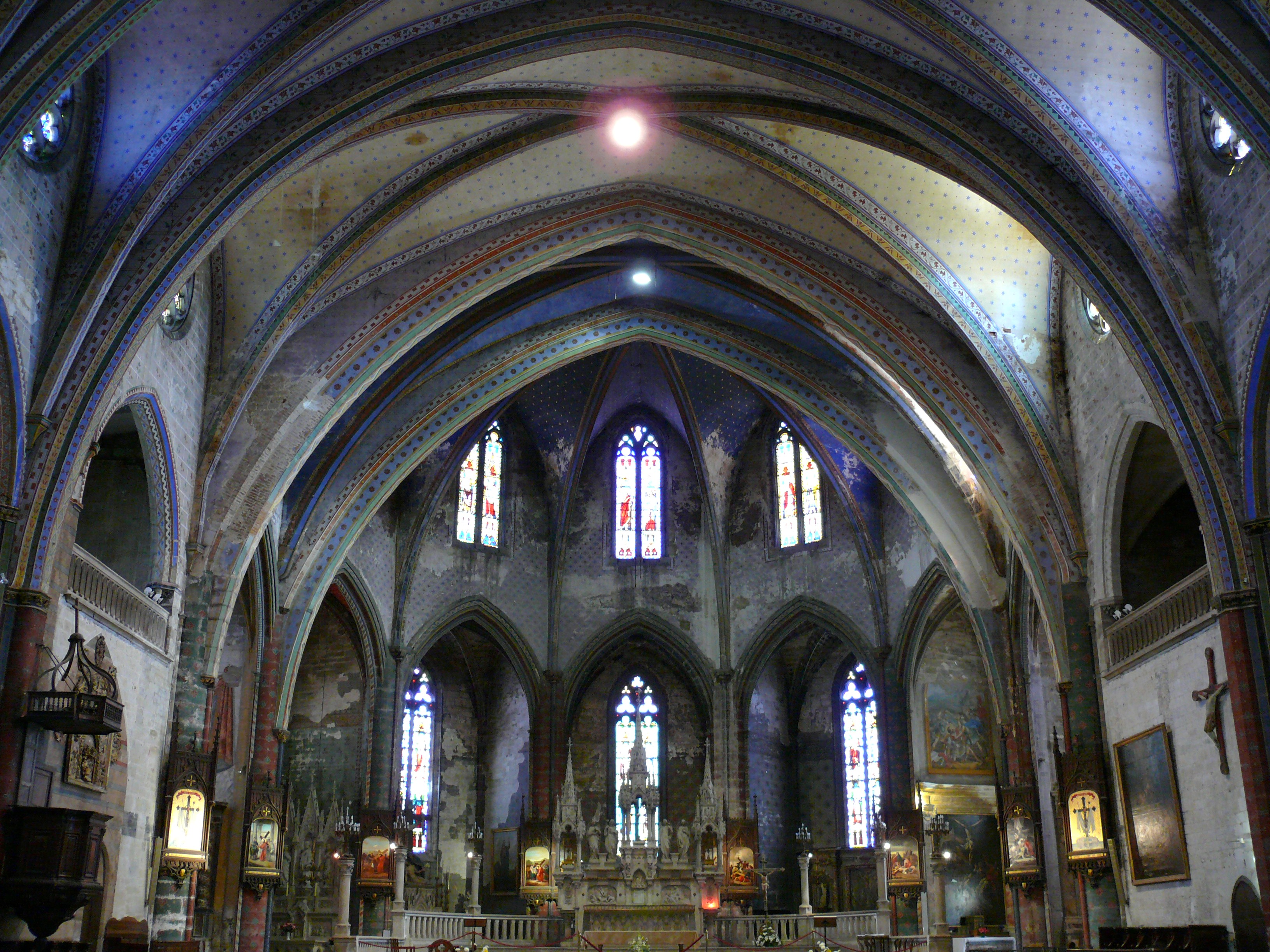
Nave
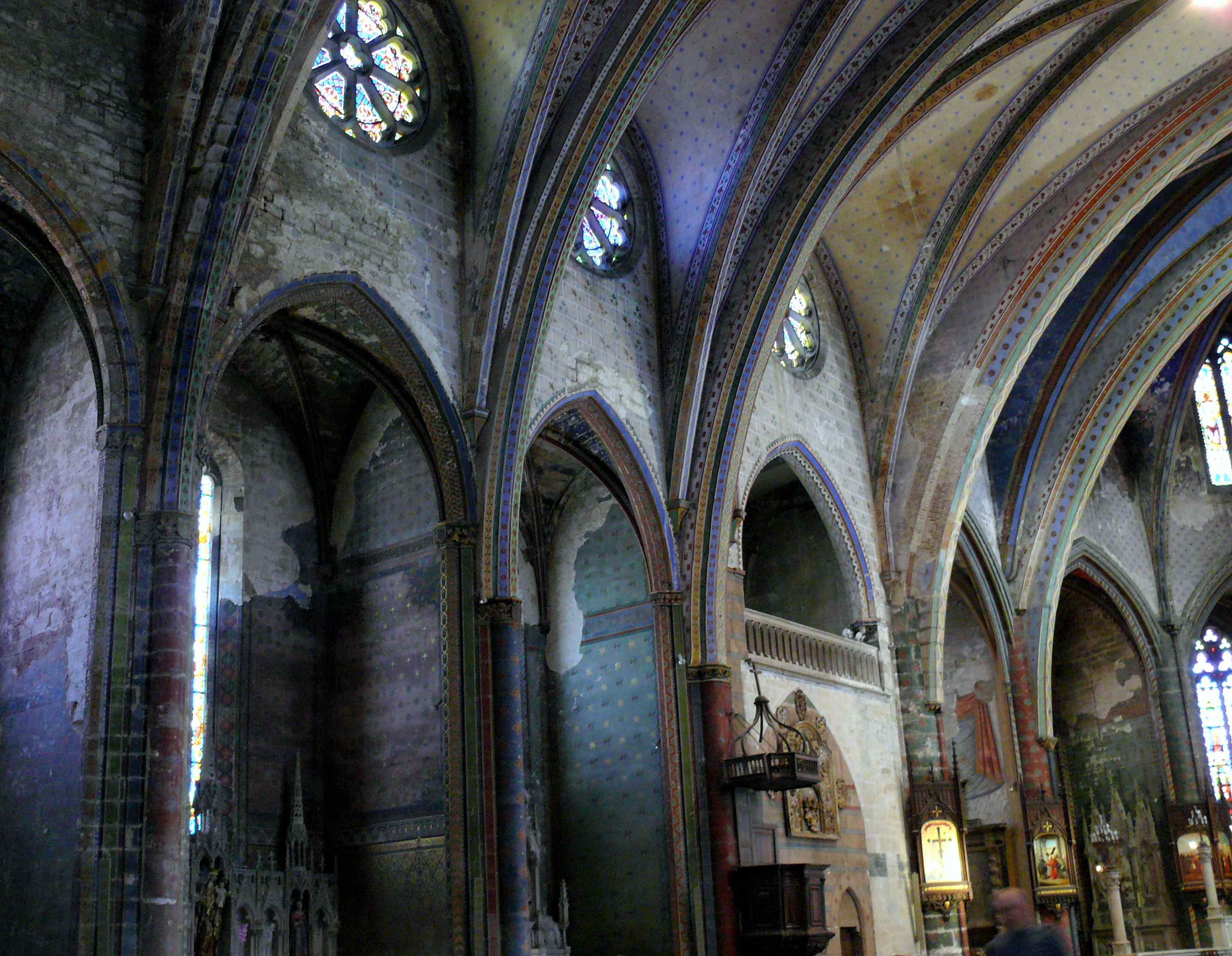
Alzado de la nave
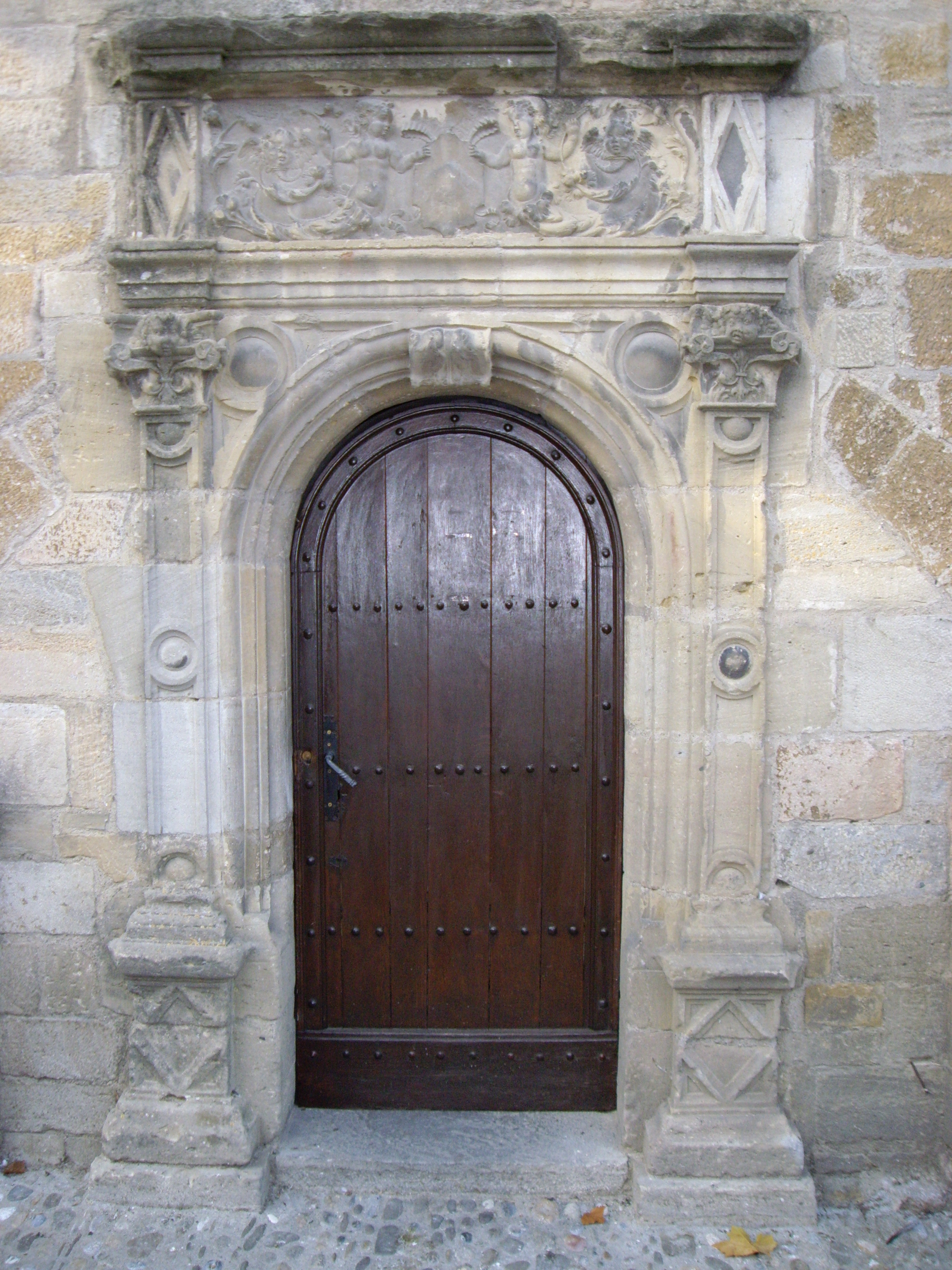
La puerta renacentista encargada por Philippe de Lévis